# 蒸し器

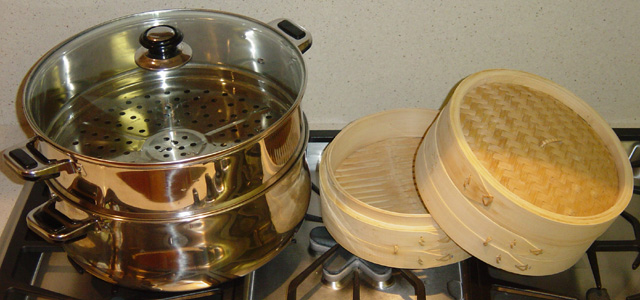
鍋式の蒸し器と蒸籠

蒸し器（むしき、英語 steamer）は、蒸し料理を作るための調理器具である。一般的に、あらかじめ水を加熱して蒸気を発生させておき、それから調理したい食材を入れる。

## 概要

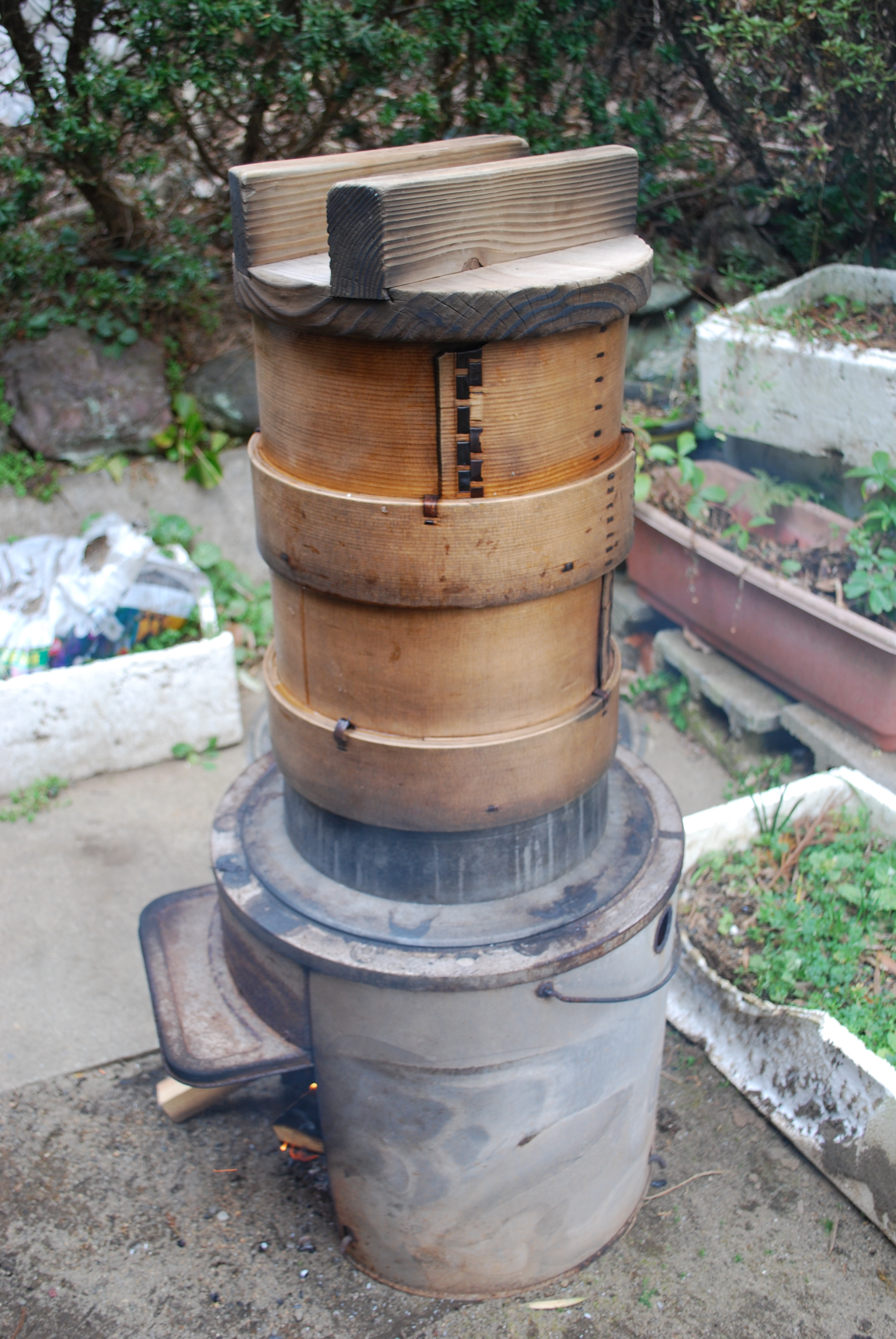
簡易かまどに釜をのせ、その上にせいろを置いた蒸し器

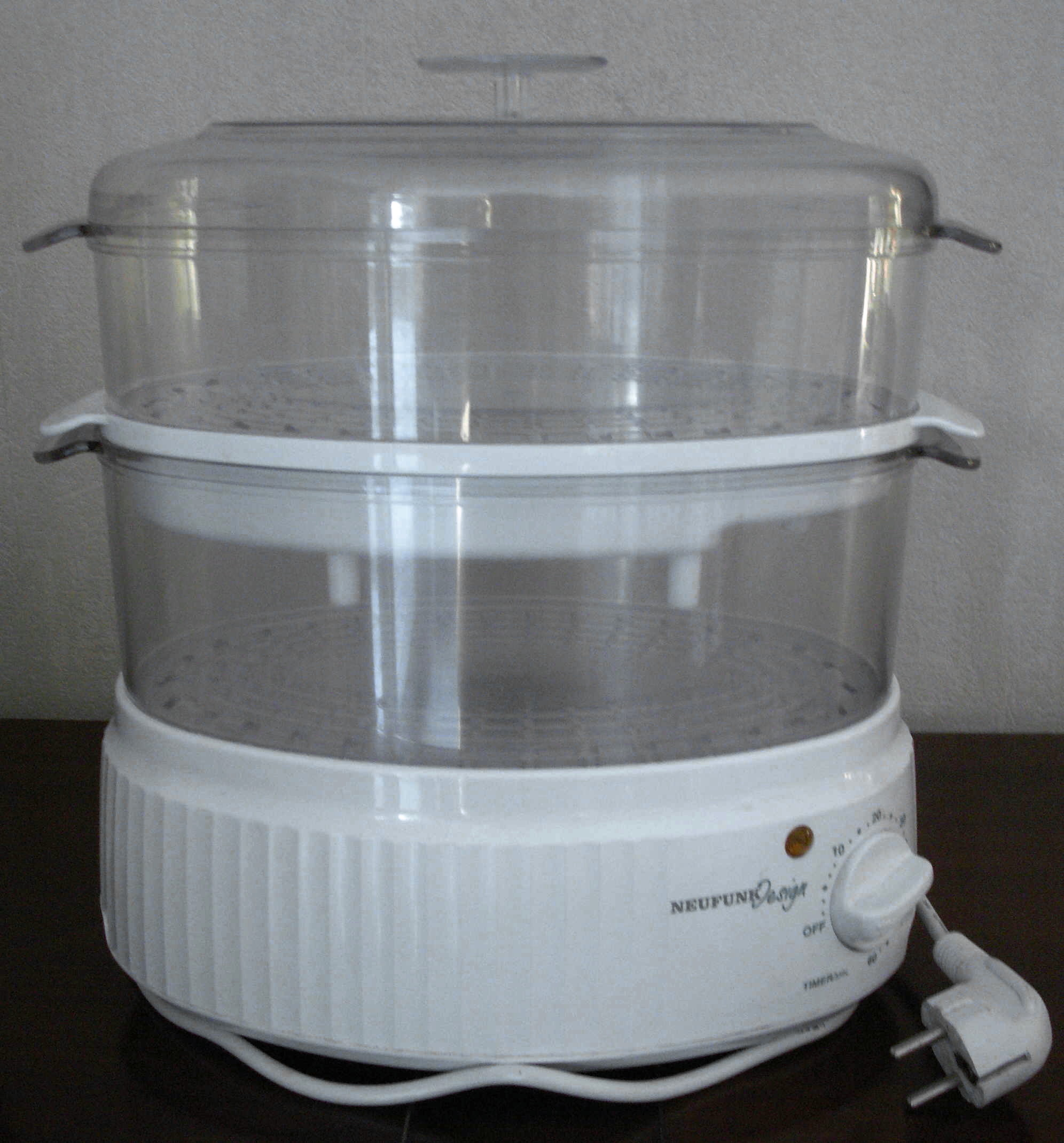
電気式蒸し器

蒸し器にはさまざまなタイプのものがある。

### 蒸籠
蒸籠、蒸篭(せいろ、せいろう)は竹や木を編んで作られたもの。丸い中華蒸籠、四角い和蒸籠などの種類がある。多くは多段式であるが、一段のものもある。そのまま食卓に出して食器としても使われることもある。水を入れた鍋や釜と組み合わせて用いる。大分県などの温泉地で見られる地獄釜は、温泉の蒸気を利用して「地獄蒸し」をするための施設で、和蒸籠と組み合わせて用いる。

### 甑
甑(こしき)は土器で作った、米を蒸すための古代の器具。水を入れて、下から火で熱する鬲(かなえ)の上に乗せて用いる。

### 蒸し器（金属製など）
竹製・木製の蒸籠のほか、金属製（ステンレスやアルマイトなど）で多段式の蒸し器も一般に多く用いられる。ガスレンジや電磁調理器などの熱源に載せて使う。
構造は水槽（大きく分けて蒸気を発生させるための水を入れる部分）、身（食材（あるいはそれを載せた食器）を入れる底面がすのこ状になった部分）、それから蓋の3つの部分に分かれ、それぞれ取り外しができる。食材を入れる部分が2段以上あり、一度に多くの食材を蒸せるものもある。なお、多段式の蒸し器で長時間調理する際には、上段と下段とでは熱源からの距離が異なるため、蒸しムラが生じないように途中で上下を入れ替える必要がある。
なお、電子レンジで使用できるように金属ではなく強化ガラスや陶器を用いたものもあるほか、電子レンジ調理専用の耐熱シリコン製のシリコンスチーマーも販売されている。

### 熱源一体型
業務用には一度に多くの食材を蒸すことができるよう、電気やガスなどの熱源を用いて蒸気を庫内に発生させて使用する熱源一体型の蒸し器もある。
コンビニエンスストアなどで見られる、中華まん用のショーケースを兼ねた蒸し器は、三重県の井村屋があんまんを販売促進するために考案した。

## 副次的な蒸し器

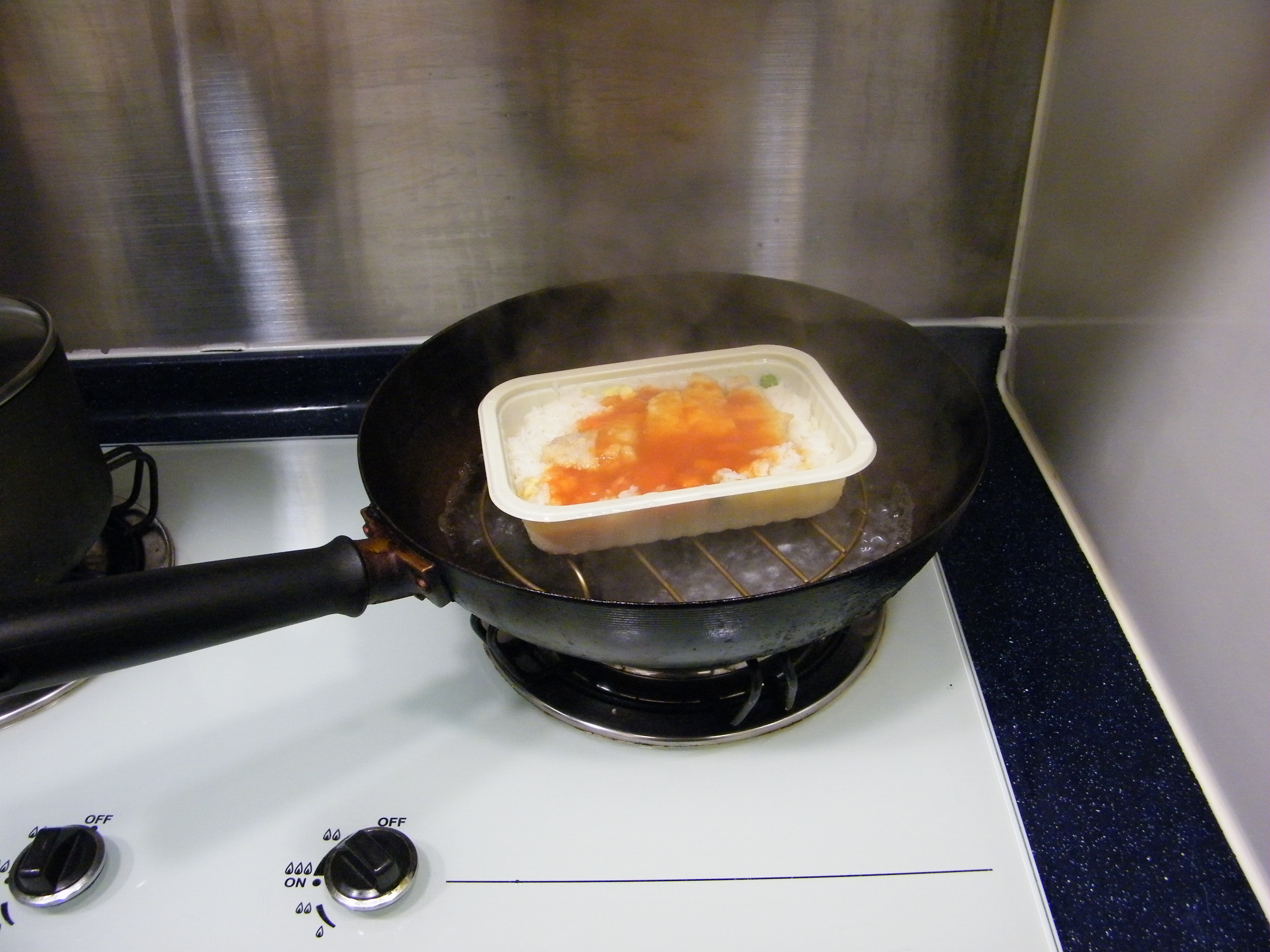
フライパンに台を入れて冷凍食品を蒸す。通常はフライパンに蓋をする。

鍋や容器の中には通常の用途以外に付属品により蒸し器としても使えるものもある。「目皿」などと呼ばれる脚付きの蒸気を通すための細かい穴が多数開けられた皿や足の短い五徳を使うことにより、食材に直接水を触れないようにして蒸すことができる。深手の鍋、中華鍋が一般的に使えるほか、圧力鍋、電子レンジ容器などにもこうしたものが見られる。
付属品以外でも「フリーサイズ蒸し器」などの商品名で、任意の鍋を蒸し器にすることができる器具も販売されている。また大きな鍋と小さな皿を組み合わせることで蒸し器の代用ともなるが、これも副次的なものの一つである。

### タジン鍋
北アフリカの水が貴重な地域では、食材が持っている水分だけを利用して蒸し焼き料理を作るタジン鍋と呼ばれる陶器製の鍋が使われている。類似の蒸し焼き料理は土鍋やフライパンを使っても作れるが、タジン鍋の方が密閉性が高めであり、蒸気が逃げにくい。